# James Hargreaves

Spinning Jenny.

James Hargreaves (auch: Hargraves) (getauft am 8. Januar 1721, in Oswaldtwistle, Lancashire; † 22. April 1778 in Nottingham Nottinghamshire) war ein britischer Baumwollweber und Erfinder der Spinnmaschine.

## Leben
Am 10. September 1740 heiratete er Elizabeth Grimshaw in der Kirk Church. Sie hatten 13 Kinder, von denen nachweislich keine der Töchter Jenny hieß. Der Name Jenny in Spinning Jenny ist vermutlich von englisch engine für „Motor“ abgeleitet.
1733 erfand John Kay den „flying shuttle“ („fliegendes Weberschiffchen“ oder Schnellschützen). Dadurch wurde die Geschwindigkeit des Webens verdoppelt.
Nach wie vor wurde jedoch für den Schussfaden (weft) manuell gesponnenes Garn benötigt (jedem Weber mussten 4–10 Spinnerinnen zuliefern). Ein Weber musste damals meilenweit laufen, um das benötigte Spinngarn einzusammeln, um seinen Webstuhl am Laufen zu halten. Diese Schwierigkeit, die Woll- und Baumwoll-Weber mit ausreichend Garn zu versorgen, wurde 1763 vor die Society of Arts gebracht und veranlasste diese, ein Preisgeld von £50 auszusetzen, „für die beste Erfindung einer Maschine, die sechs Fäden von Wolle, Flachs, Hanf oder Baumwolle gleichzeitig spinnen könne und nur eine Person für die Bedienung benötigte.“ Viele Spinnmaschinen wurden vorgeführt, aber keine erfüllte die Vorgaben.

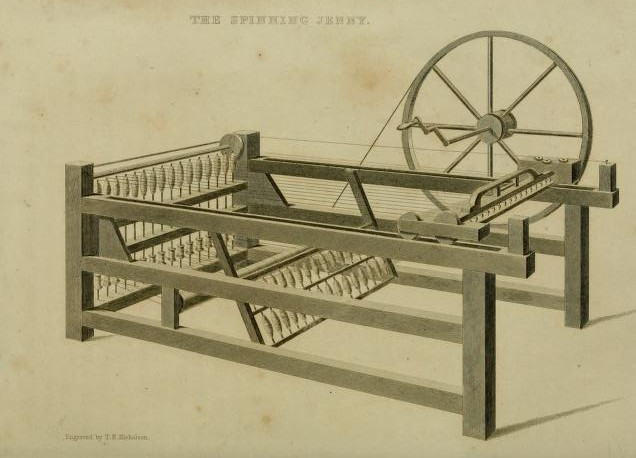
Spinning Jenny mit Handkurbel und vielen Garnspulen

Hargreaves hatte sich einige Jahre mit Verbesserungen an der Kardiermaschine beschäftigt, welche die Hand-Karden ersetzen sollte, die damals in Gebrauch waren, um die Baumwollfasern zu glätten und für das Spinnen vorzubereiten.
1765 wandte er aber seine Aufmerksamkeit einer Maschine für das mechanische Spinnen von Garn zu. Er baute diese heimlich in seinem Haus.
Hargreaves Lösung war wahrscheinlich an das traditionelle „Jersey“ Rad angelehnt.
1764 erfand er angeblich die Feinspinnmaschine, mit der es möglich war, sechs Faden Wolle, Baumwolle, Hanf oder Flachs gleichzeitig zu spinnen; die Spinning Jenny. Sie war klein und handlich und kinderleicht zu bedienen. Seine Erfindung ermöglichte eine nochmalige Steigerung der Produktivität im Spinnprozess.
Im Deutschen Museum wird die Arbeitsweise der Spinning Jenny wie folgt beschrieben:

„Das Prinzip der Spinning Jenny beruht darauf, dass von einer Vorgarnspule (mit grob gesponnenem Material) ein Faden über eine Spindel gezogen wird, der weiter über einen Pressbalken auf einem beweglichen Wagen läuft. Zuerst bewegt sich der Wagen mit geöffneter Presse von der Spindel weg, wodurch er das Vorgarn von der Vorgarnspule wickelt und durch die Presse zieht. Das Vorgarn wird verstreckt, indem sich kurz vor Ende der Ausfahrt die Presse schließt und der Wagen bis zum Anschlag weiterfährt. Gleichzeitig wird durch Drehen der Spindel das Vorgarn leicht gefestigt. Bei geschlossener Presse wird die Spindel nun gedreht, bis der Faden durch Verdrillung die gewünschte Festigkeit erreicht. Durch eine kurze Drehung in entgegengesetzter Richtung lockert sich der Faden etwas und gleitet von der Spindelspitze auf die Spule. Der Wagen fährt langsam zurück, währenddessen dreht sich die Spindel, und der Faden wird unter gleichzeitigem Heben und Senken eines Aufwinders Lage für Lage aufgespult. Der Aufwinder sorgt auch für den notwendigen Wechsel des Winkels zwischen Spinnphase und Aufwickelphase (beim Spinnen muss der Winkel zwischen Spindelspitze und Faden > 90° sein). Hat der Wagen die Spindel erreicht, öffnet sich die Presse, und der Spinnvorgang beginnt von neuem. Mit der linken Hand wird dabei der Wagen hin- und herbewegt, mit der rechten das Antriebsrad.“

Einige dieser Maschinen verkaufte er privat in seiner Nachbarschaft, die bald den gewaltigen Vorteil erkannte. Die Maschine wurde die „Spinning Jenny“ genannt und erreichte für die Spinner sogar mehr als es der Fly-shuttle für die Weber getan hatte. Natürlich konnte eine Erfindung wie diese nicht lange geheim bleiben. Es sprach sich herum, dass es eine Maschine gab, die von einem Spinner bedient werden konnte und anstatt eines Fadens mit Leichtigkeit mit 8, 16 oder sogar 20 Fäden arbeiten konnte. Damit wäre die weibliche Arbeitskraft am Spinnrad nicht mehr erforderlich, und die unwissende Bevölkerung begann, sich gegen die Maschine und seinen Erfinder aufzulehnen.
An einem verabredeten Tag versammelten sich Weber von Darwen, Mellor, Tockholes und Oswaldtwistle in Blackburn und machten sich auf den Weg nach Hargreaves Haus. Als sie ihn dort nicht vorfanden, zerbrachen sie die Spinning Jenny in Stücke und zerstörten Möbel und den Haushalt. Dann zogen sie weiter zu der Fabrik von Robert Peele senior (1750–1830), der die Jenny benutzte, und hinterließen nur eine Ruine. Daraufhin floh James Hargreaves 1768 nach Nottingham.
Nottingham war das Zentrum der Strumpfwaren, gestrickt aus Seide, Baumwolle und Wolle. Hier entstand eine Werkstatt, in der er im Geheimen Jennies herstellte mit Unterstützung des Zimmermanns Thomas James. Mit der Zeit eröffneten Hargreaves und James eine kleine Fabrik in der Mill Street von Nottingham – in unmittelbarer Nähe zu der Fabrik von Richard Arkwright, seinem erfolgreicheren Rivalen und Erfinder der Waterframe.
Am 12. Juli 1770 erhielt er ein Patent (no. 962) für seine Erfindung.
Mit der Zeit hatten eine Anzahl von Spinnern in Lancashire Kopien von seiner Jenny angefertigt, so dass Hargreaves diese informierte, dass er rechtliche Schritte gegen sie einleiten werde. Die Besitzer trafen sich und sandten einen Delegierten nach Nottinham, der Hargreaves £3000 bot, der zuerst £7000 gefordert hatte. Sie einigten sich auf £4000. Die Verhandlungen zogen sich hin, aber bevor es zu einem Prozess kam, wurde Hargreaves Rechtsanwalt davon in Kenntnis gesetzt, dass sein Klient bereits einige Jennies verkauft habe, um Kleidung für seine Kinder zu kaufen. Daraufhin trat der Rechtsanwalt von den Verhandlungen zurück.
Das Geschäft mit seinem Partner wurde fortgeführt „mit mittelmäßigem Erfolg“ bis zu Hargreaves Tod am 22. April 1778. Seine Witwe erhielt von seinem Partner Mr. James £400 für den Geschäftsanteil ihres Mannes. Sie besaß ausreichend anderweitige Besitzungen, die ihr Ehemann erworben hatte, sodass sie die Summe nicht anrührte und ihren Kindern hinterlassen konnte.